# Mayorella
Mayorellidae
Famille
Genre
Mayorella est l’unique genre de la famille des Mayorellidae (classe des Discosea et ordre des Dermamoebida).

## Étymologie
Le nom de genre Mayorella, fut donné en l'honneur de Alfred G. Mayor (en), conservateur au Brooklyn Institute of Arts and Sciences, fondateur et premier directeur du Tortugas Marine Laboratory (Tortugas Keys, Floride) où Arthur Schaeffer (de), créateur du genre, travaillait  en 1926.

## Description
Les espèces du genre Mayorella possèdent des sous-pseudopodes digitiformes locomoteurs s'étendant à partir du hyaloplasme antérieur. Leur forme flottante présentent souvent de longs pseudopodes, rayonnant à partir d'un corps irrégulier. Leur noyau est généralement sphérique avec un nucléole central. La plupart des espèces ont des cristaux cytoplasmiques proéminents, tronqués, appariés, bipyramidaux ou groupés avec des sphéroïdes. Leur surface cellulaire est analogue à une cuticule faisant 200 nm d'épaisseur.
.
Remarque : La longue liste d'espèces d'amibes du genre Mayorella mentionnées dans la littérature, non complétée par la description détaillée de chacune d’entre-elles, indique que la microscopie optique ne fournit pas de données fiables pour l'identification des espèces de ce genre. La microscopie électronique a certes révélé, chez Mayorella, une structure caractéristique de la membrane cellulaire, « cuticule », laquelle est spécifique au genre, mais cette découverte n'a pas résolu entièrement le problème de l'identification des espèces en raison de la variabilité de la structure de cette membrane selon les différentes procédures de fixation.

## Habitat et répartition
Le genre Mayorella vit en d’eau douce et marines. Bien que rare, il est répandu sur tous les continents.

## Liste des espèces
Selon IRMNG (29 décembre 2024) :
- Mayorella dactylifera Goodkov & Buryakov, 1986
- Mayorella gemmifera Schaeffer, 1926 : Espèce type ?
- Mayorella kuwaitensis (Page, 1982)
- Mayorella pussardi Hollande, Nicolas & Escaig, 1981
- Mayorella verspertlioides Page, 1983

Selon The Taxonomicon (29 décembre 2024) :
- Mayorella augusta Schaeffer, 1926
- Mayorella bigemma (Schaeffer, 1918) Espèce type ?
- Mayorella cantabrigiensis Page, 1972
- Mayorella dactylifera Goodkov & Buryakov, 1986
- Mayorella gemmifera Schaeffer, 1926 Espèce type ?
- Mayorella kuwaitensis (Page, 1982)
- Mayorella penardi Page, 1972
- Mayorella pussardi Hollande, Nicolas & Escaig, 1981
- Mayorella vespertilioides Page, 1983
- Mayorella viridis (Leidy, 1874)

## Systématique
Le nom valide de ce taxon est Mayorella Schaeffer, 1926.

## Publication originale
- (en) Asa Arthur Schaeffer, Taxonomy of the Amebas., vol. 24, t. 345, Washington, Carnegie Institution of Press of  Washington. Univ. Kansas.  Gibbon Brothers Inc., 1926, 110 p. (lire en ligne).